# Municipio de Calumet (Illinois)
El municipio de Calumet (en inglés: Calumet Township) es un municipio ubicado en el condado de Cook en el estado estadounidense de Illinois. En el año 2010 tenía una población de 20777 habitantes y una densidad poblacional de 1.719,62 personas por km².

## Geografía
El municipio de Calumet se encuentra ubicado en las coordenadas 41°39′28″N 87°39′22″O / 41.65778, -87.65611. Según la Oficina del Censo de los Estados Unidos, el municipio tiene una superficie total de 12.08 km², de la cual 11.38 km² corresponden a tierra firme y (5.79%) 0.7 km² es agua.

## Demografía
Según el censo de 2010, había 20777 personas residiendo en el municipio de Calumet. La densidad de población era de 1.719,62 hab./km². De los 20777 habitantes, el municipio de Calumet estaba compuesto por el 20.63% blancos, el 62.25% eran afroamericanos, el 0.38% eran amerindios, el 0.33% eran asiáticos, el 0.01% eran isleños del Pacífico, el 14.43% eran de otras razas y el 1.96% pertenecían a dos o más razas. Del total de la población el 26.8% eran hispanos o latinos de cualquier raza.